# Бугарска на Светском првенству у атлетици у дворани 2024.
Бугарска је учествовала на 19. Светском првенству у атлетици у дворани 2024. одржаном у Глазгову од 1. до 3. марта. Бугарска је учествовала на свим Светским првенствима у дворани до данас. У свом деветнаестом учествовању репрезентацију Бугарске представљао је 1 атлетичар који се такмичио у скоку удаљ.,
На овом првенству такмичар Бугарске није освојио ниједну медаљу нити је остварио неки резултат.

## Учесници
Мушкарци:
- Божидар Сарабојуков — Скок удаљ

## Резултати

### Мушкарци
| Атлетичар           | Дисциплина | Лични рекорд | Финале   | Финале       | Детаљи |
| Атлетичар           | Дисциплина | Лични рекорд | Резултат | Место        | Детаљи |
| ------------------- | ---------- | ------------ | -------- | ------------ | ------ |
| Божидар Сарабојуков | Скок удаљ  | 8,22         | 7,73     | 11 / 15 (16) |        |